# Ancistrus taunayi
Ancistrus taunayi är en fiskart som beskrevs av Miranda Ribeiro, 1918. Ancistrus taunayi ingår i släktet Ancistrus och familjen Loricariidae. Inga underarter finns listade i Catalogue of Life.